# Csontváry Kosztka Tivadar

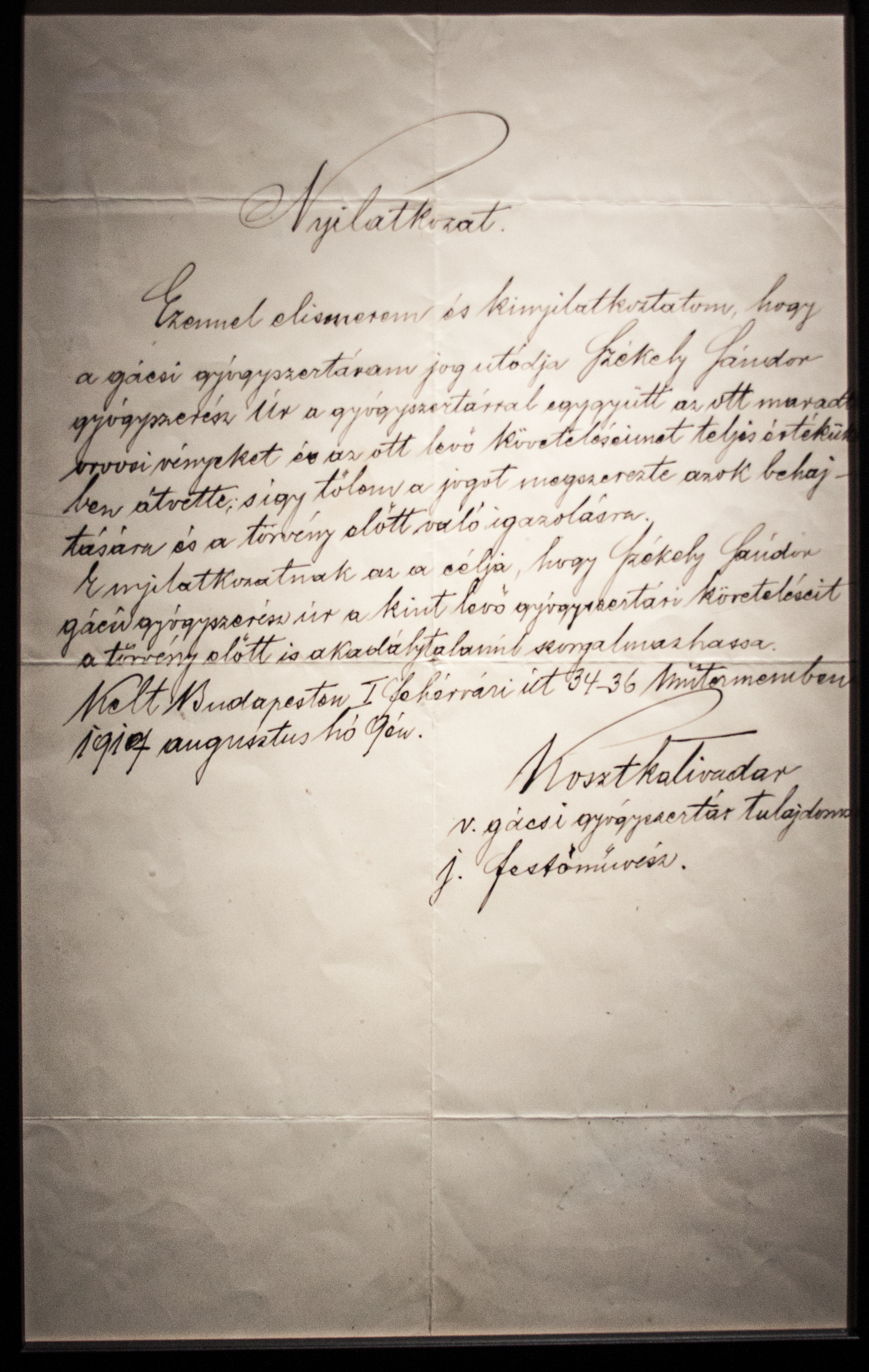
Csontváry kézírásos dokumentuma patikája működési jogának átruházásáról

Csontváry Kosztka Tivadar (született Kosztka Mihály Tivadar) (Kisszeben, 1853. július 5. – Budapest, Krisztinaváros, 1919. június 20.) magyar festőművész. Okleveles gyógyszerészként jogot is hallgatott, de kiemelkedőt a magyar festészetben alkotott. Magányos festő volt, akit magyar kortársai nem értettek meg, és csak halála után ismerték fel jelentőségét.
Eredetileg patikusként dolgozott, de festői tehetséget érezve magában otthagyta állását, és Münchenben, Hollósy Simon festőiskolájában tanult. Kitűnő tanulmányai maradtak fenn ebből a korszakából. Rendszeresen utazott, jelentősebb képeit a Közel-Keleten festette. Viszonylag kevés, mintegy száz nagyobb művet alkotott. Külföldi kiállításairól (például a maga által szervezett 1907-es párizsi tárlatról) általában elismerően nyilatkoztak, de Magyarországon nemigen méltányolták. Ehhez különc (mértéktartó) életvitele, és – élete vége felé egyre kifejezettebb – látnoki-prófétikus allűrjei is hozzájárultak; ezeket képeinek több elemzője pszichopatológiásnak vélte. Megismerését nehezítette az is, hogy képeit megtartotta. Örökösei anyagárban, kocsiponyvaként akarták eladni alkotásait, amiket az utolsó pillanatban vett meg Gerlóczy Gedeon.
Festészetét az expresszionizmushoz, illetve posztimpresszionizmushoz kapcsolják, de egyik, elhatárolható művészeti irányzathoz sem tartozott. Magát a „Napút festők” közé sorolta. Talán a legismertebb festménye a Magányos cédrus, aminek címét azonban az utókor adta: Csontváry katalógusaiban az Egy cédrusfa Libanonból címen szerepel. Magyarországon jóval halála után, képeinek 1963-as székesfehérvári kiállítása tette népszerűvé. Alkotásai ritkán cserélnek gazdát, a magyar árverési rekordot 2006 óta tartják képei, legutóbb a Titokzatos sziget című alkotása kelt el rekordáron 2021. december 19-én, 460 millió forinton. Életének első jelentősebb összefoglalása Németh Lajos: Csontváry Kosztka Tivadar című, tudományos igényű műve, ami 1964-ben jelent meg.

## Élete

### Fiatalkora
A felvidéki Kisszebenben, Vincent van Gogh születési évében, 1853. július 5-én született, de valójában mégsem tekinthető kortársának, mivel Van Gogh már nem élt, amikor Csontváry festői korszaka elindult. Édesapja, dr. Kosztka László gyógyszerész, aki a helyi közösség igen megbecsült tagjaként, hivatása mellett különféle rendészeti-közigazgatási jellegű (rendőrkapitányi és postai) feladatokat is ellátott. Különcségei már neki is voltak: az akkori magyar közállapotoktól meglehetősen idegen módon, kerülte a szeszesital és a dohányzás minden formáját, szabadidejében pedig pirotechnikai kísérleteket folytatott, petárdákkal és minirakétákkal; tehát afféle amatőr tudós volt, amilyen „külföldön” egyébként sem volt ritka a „nagy háború” előtt. Édesanyja az Ung megyei származású daróci Heizelmayer Franciska volt.
Csontváry elemi iskolai tanulmányait szülővárosában kezdte. Szlovák és német nyelvű közegéből a magyar nyelv tökéletes elsajátítására szülei alföldi rokonaikhoz küldték. 1863-ban egy tűzvész következtében leégett a város jelentős hányada. Míg apja a tűzoltást szervezte, Bella nővére a tűz áldozatává vált. 1863 őszétől a kisszebeni piarista algimnáziumába járt, ahol az első két osztályt végezte el. Sokat kerülte az iskolát, inkább a természetben gyönyörködött, különféle rovarokkal, lepkékkel, dongókkal és méhekkel játszott. Eközben összebarátkozott a gimnázium igazgatójával, Rehák Vincével, aki a természet nagy kedvelője és a növények kiváló ismerője volt. „A napi sétáinál engem soha ki nem hagyott: séták közben fejlődött ki a kisszebeni gymnáziumi múzeum létesítésének eszméje, a természetrajzi gyűjteménnyel való megkezdése. Gyűjtöttünk mindent szeretettel, mindennek nevét ismertük rendszeresen."
Az apa a forradalomban vállalt császárpárti szerepe miatt családjával együtt, 1865-ben Kisszeben elhagyására kényszerült. Felesége rokonaihoz, Szerednyére költöztek, ahol a családfő földműveléssel és vadászattal kezdett foglalkozni. A gyerekek az ungvári királyi főgimnáziumba jártak.
1873-ban elhagyta a római katolikus vallást. 1874-ben Budapesten járt egyetemre, ahol gyógyszerészet, kémia, ásványtan, földtan, kristálytan voltak a tantárgyai. 1876-ban önkéntes katonai szolgálatot teljesített, és közben a fővárosban az egyetem jogi fakultására is járt. Az 1879-es szegedi nagy árvíz idején önkéntesként dolgozott a mentésen. Az ország pénzügyi helyzetének javítása céljából a selyemhernyó-tenyésztést javasolja, de ezzel egyik minisztérium sem foglalkozott.

### Festői pályája
Csontváry festői pályája különös módon kezdődött. 1875-ben kapta meg gyógyszerész-oklevelét, ezután patikusként dolgozott Léván, Iglón és Eszéken. Mindenki kissé különc, de csendes és szorgalmas embernek ismerte. 1880. október 13-án, egy meleg őszi délután egy percre leült a patika ajtaja elé pihenni, s lerajzolta egy vénycédula hátára a szemközti ökrös szekeret. A rajz láttán pedig „az idős, jólelkű” patikavezető így kiáltott fel: „Hisz maga festőnek született!”. Ekkor Csontváry hangot hallott: „Te leszel a világ legnagyobb napút festője".
1881-ben Rómába utazott, járt a Vatikán képtáraiban, és többek közt Raffaello képeit tanulmányozta, de saját bevallása szerint nemigen bűvölte el a klasszikusok „idegen szellemet és nem a valóságot tükröző”, a „természettől elütő” festészete. Itt érlelődött meg végleg hivatástudata, későbbi nagyobb utazásainak és munkáinak egy része is.
1883-ban Párizsba ment, hogy Munkácsyval találkozzon, aki akkor éppen külföldön tartózkodott. Még ebben az évben hazatért és Szentesen a Megváltó patikában dolgozott. Saját gyógyszertárat szeretett volna nyitni Gácson, amihez 1884-ben kapta meg az engedélyt. Évekig patikusként dolgozott, hogy legyen elég pénze a nagy „motívumot” kutató utazásokra. Csak 41 éves korától tanult rendszeresen festeni: 1894-ben fél évig Münchenben Hollósy Simon növendéke volt, majd 1895-től Karlsruhében Kahlmorgennél, Düsseldorfban és Párizsban képezte tovább magát, tehát lényegében sosem volt autodidakta.
Az 1890-es évek végén Dalmáciában, Olaszországban és Németországban járt. 1902-ben festette Selmecbánya látképe című művét, majd Jajcában és a Hortobágyon dolgozott, 1904-ben Egyiptomban, Palesztinában és Athénben járt. Az út emlékét Kocsizás újholdnál Athénban, a Jupiter-templom romjai Athénban című képei őrzik. 1904-ben festette a Nagy-Tarpatak a Tátrában, A taorminai görög színház romjai című több négyzetméteres tájképeit.
Ezután ismét Palesztinában, Egyiptomban járt. 1904-ben készült a Panaszfal bejáratánál Jeruzsálemben című sokalakos, expresszionista kompozíciója, amelyen egyes kritikusok szerint már a lappangó szkizofrénia jelei mutatkoznak. Betegségével kapcsolatban azonban kételyek is felmerültek, hiszen a festőt nem kezelték hivatalosan szkizofrénia miatt. Boncjegyzőkönyve és saját kutatásai alapján Czeizel Endre például arra a következtetésre jutott, hogy Csontváry nem volt elmebeteg. A pszichózisos elmélettel szemben foglalt állást W. Barna Erika és Waszlavik László is a Csontváry–100 centenáriumi konferencián.[forrás?]
1906-ban megfestette a fő művének érzett legnagyobb méretű vásznat, a Naptemplom Baalbekbent, amelyről Rockenbauer Pál így írt:
… és megfestette a világnak méreteiben egyik legnagyobb, saját, mindinkább befelé forduló értékítéletében pedig a világ legnagyobb festményét, melynek bizarrnak tetsző, addig sohasem látott színei annyi vitára és gúnyra adtak alkalmat itthon. Pedig ezek a színek ott vannak a Libanon rózsásba látszó hegyláncán, az alkonyat felé kocogó Napnak az égre varázsolt színjátékában.
Szíriából Párizsba, majd ismét a libanoni hegyekbe utazott, s elkészítette két nagy művét, a Magányos cédrus-t és a Zarándoklás a cédrusfához címűt (1907). 1908-ban festette meg a Mária kútja című kompozícióját és a Marokkói tanítót. 1909-ben Nápolyban készült utolsó befejezett festménye, a Sétalovaglás a tengerparton. 1910-ben még megpróbált egy külföldi kiállítást szervezni műveiből, de nem járt sikerrel. 1912-től írta filozófiai töltetű írásműveit, röpiratait; előadásokat tartott és brosúrákat jelentetett meg. 1919-es haláláig még két 18m2-es és több kisebb szénkartont készít. Ezek az eddigi feltételezésekkel szemben nem vázlatok, hanem befejezett művek.[forrás?]
1915-től egészségi állapota folyamatosan romlott. 1916-ban IV. Károly királlyá koronázásán jelen volt, hogy megfesse a koronázást, azonban egészségi állapota miatt nem tudta végignézni, így megfesteni sem. 1917-ben eladta patikáját. 1919. június 20-án halt meg a budapesti Új Szent János Kórházban, két héttel 66. születésnapja előtt. A hivatalos kórisme szerint verőérgyulladásban hunyt el, bár egyesek szerint éhen halt. Az Óbudai temetőben temették el.

## Munkássága
Nem tartozott egyetlen korabeli irányzathoz sem, maga alkotta többrétű kifejezéssel „napút” festőként jellemezte önmagát.
Művészetét nem lehet meghatározott stílus kereteibe foglalni, egyformán jellemzi a varázsos realizmus, a szimbolizmus, a mitikus, szürrealisztikus hang, az expresszionizmus, a posztimpresszionista dekoratív sommázás, a divizionista megoldás és a neoprimitív iskola üdesége.
Csontváry írásaiból úgy tűnik, hogy ezt a maga alkotta kifejezést, a naputat a plein air szinonimájaként is használta, a szó nála a fény és a levegő együttes megjelenése. Kutatta a különböző napszakok színvilágát, a nap és a fény természetét. Valószínűleg hatott rá Komjáthy Jenő világszemlélete is, és a világot egy élő organizmusként szemlélte. Így a napút sem egyszerűen csak azt jelentette számára, ahogy a nap bejárja útját keltétől nyugtáig, hanem azt is, ahogy a Nap energiát ad le a térnek, megadva annak szerkezetét, ahogy a tér visszaadja energiája egy részét a napnak, és ennek az állandó energiaáramlásnak az intenzitását jelzik a színek. Az impresszionistákhoz hasonlóan élt a kiegészítő színek egymás mellé helyezésével, néhány esetben azonban a harsány színeket a motívum fölerősítésére használta, és a motívum belső erejének hangsúlyozására a festékréteg vastagságát is használta, annak plasztikusságával, kidomborodásával is erősítve azt.
Műveinek szokatlan, feltűnő, a színskála teljes spektrumát felvonultató színessége tükrözi sajátos színelméletét: 
Megtalálta a napút színeket: világító sárgát, lángoló pirosat, fájdalmas rózsaszínt, borzongató kéket. Csontváry Kosztka Tivadar birodalmában tombol a napfény. Taormina romjain lángol-világít az ég a lemenő napfény sugaraitól. Baalbek Naptemplomának hat hatalmas oszlopa napként ragyog.

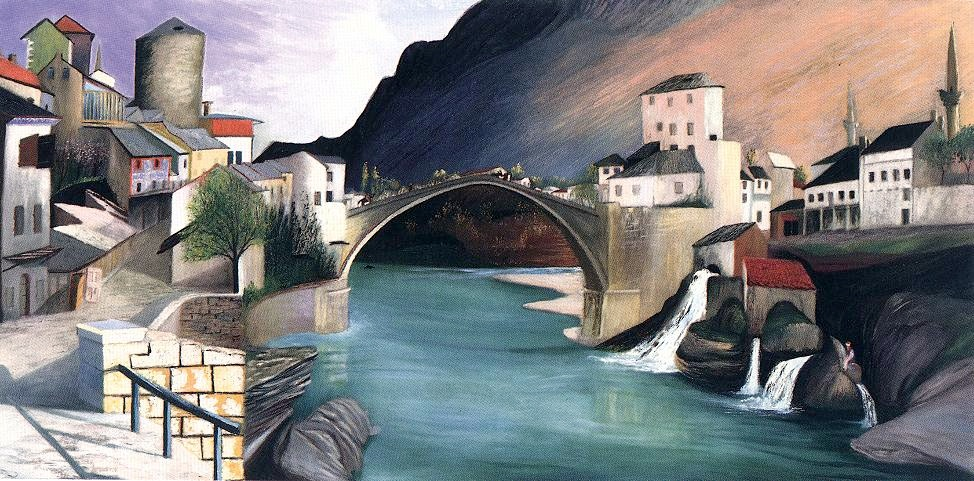
Csontváry Kosztka Tivadar: Római híd Mosztarban, 1903
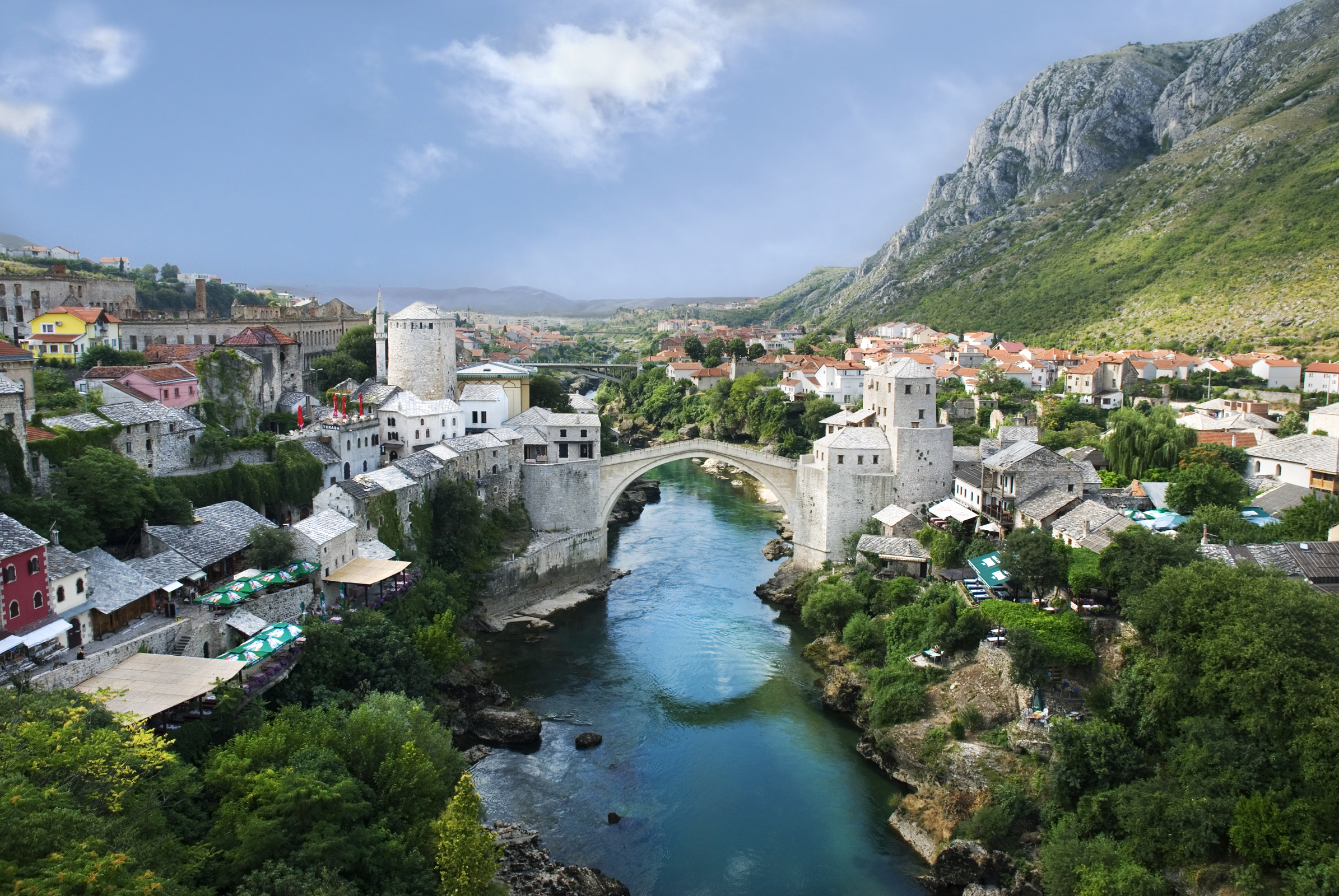
Az újjáépített mostari „Öreg híd” fényképe, 2007

### Anyaghasználat
Csontváry anyaghasználatát tévesen olajfestéknek határozzák meg, pedig már saját korában is megjelentek művészetéről kritikák, miszerint saját maga által kevert festékkel fest, de a pontos megnevezés hiányában mindmáig ezt használják. Anyaghasználatának vizsgálatára az 1960-as években két kutatást is kezdeményeztek a Magyar Nemzeti Galéria szakemberei (Németh Lajos vezetésével), azonban ezek félbe szakadtak. Megállapításként arra a következtetésre jutottak, hogy Csontváry pasztellesen csillogó napútszínei valamilyen tempera alapanyag lehet, vagyis olyan festék, amely nem tartalmaz olajat. Festékeinek további feltérképezése csak a 21. század elején folytatódott: a Pécsi Csontváry Múzeumban őrzött képek festékeit Velledits Lajos festő-restaurátor vizsgálta először roncsolásmentes technikával, illetve vele párhuzamosan kezdte el kutatását Végvári Zsófia az ELTE BTK művészettörténeti doktorandusza, aki vizsgálatai során kimutatta, hogy Csontváry műveinek megalkotásához leginkább anilin alapú színezéket használt.
Végvári szerint az olajmentes festésmód Csontváry művészetének az egyik legfontosabb sajátossága. Festményeinek színvilágát hagyományos olajfestékkel nem lehetett volna létrehozni, azok instabilitása, sötétedése, lassú száradása miatt. Az olajmentes, anilinalapú festéknek köszönhető műveinek színtartóssága is, és kultúrtörténeti szempontból is érdekes: a kutatás előtt nem volt ismert, honnan szerezhette be vásznait, festékeinek alapanyagát. Végvári Zsófia arra a következtetésre jutott, hogy Csontváry a közelben lévő Gácsi Posztógyárból szerezte be ezeket, mely az 1870-es évekig Európa egyik legnagyobb textilüzeme volt, kiterjedt textilfestési gyakorlattal. Az akkori gazdasági recesszió miatt, a gyár sok termékét beszüntette, és feltehetően a felhasználatlanul megmaradt festékporkészletét vette át Csontváry, ami az olajfestékekhez képest ingyen volt. Az akkoriban már elterjedt előre készített tubusos olajfestékeket valószínűleg anyagilag sem engedhette volna meg magának, különösen később a hatalmas, falméretű festményei esetén. Így gyógyszerészeti tanulmányait leleményesen felhasználva, maga keverte festékeit, megteremtve magának a festészet feltételeit a helyi viszonyok között. Festői gyakorlatát ezzel az anyaggal szerezte meg és ezt később sem cserélte le (amúgy is nehéz lett volna egy másfajta technikába beletanulnia). Festményeinek stílusa bár nem egységes, azonban a műveinek minden esetben azonos az anyaghasználata, ami azonosítható korai, de legkésőbbi alkotásain is.
Az általa használt keverék teste (a festék töltőanyaga) főleg a gácsi fehér agyagporból áll (kaolin), melyhez keverte az anilin alapú textilfestéket, olcsóbb porfestéket, enyvet, nagy tisztaságú terpentint (illóolajat), sót és vizet. Ez az enyves massza jó színezőerővel rendelkezett, nem száradt be könnyen, valószínűleg több napig is tudta használni. A sűrűbb keveréket a vastag festékfelületekhez használta, tehát ezek anyagukban is színezettek. A Csontváry által alkalmazott technika a freskófestés technikájához hasonlíthatott, ecsettel vagy festőkéssel vihette fel a keveréket a vászon felületére. Néhol a vastagon felhordott festékrétegek (pasztózus festésmód) úgy emelkednek ki a kép felületéből, mintha gipsz reliefek lennének. Különleges anyaghasználatát Wilhelm Ostwald német kémikus is tanulmányozta, aki az olajfestmények idővel tapasztalható sötétedésére keresett új festészeti lehetőségeket.
Csontváry érdekes szín- és anyaghasználata párhuzamot mutat a korabeli képeslapok világával. A színeket úgy keverte ki, hogy a három alapszínt (sárga, kék, vörös) és a két kontrasztegységet (fekete és fehér) együttesen használta. A textilfestékekkel – mivel nem fedőfestékről van szó – képes volt a nap prizma által felbontott fehér fényének spektrális színeit leképezni a festményein, amik a kiegészítő színekkel együtt adják a napútszíneket, és amikkel visszaadható a szemünk által látott világ.

### Művei
Műveinek száma más festőkéhez viszonyítva csekély, az ismertté vált festményeinek száma egyes források szerint 112, Romváry Ferenc monográfiájában azonban 125 címet sorol fel.
Művei ritkán kerülnek értékesítésre, 2006 óta sorra döntik meg a magyar árverési rekordokat:
- 2006. december 15. – Szerelmesek találkozása (Randevú), 230 millió forint, Kieselbach Galéria[34]
- 2012. december 16. – Traui tájkép naplemente idején, 240 millió forint, Virág Judit Galéria és Aukciósház [35]
- 2021. december 19. – Titokzatos sziget, 460 millió forint, Virág Judit Galéria és Aukciósház[8]

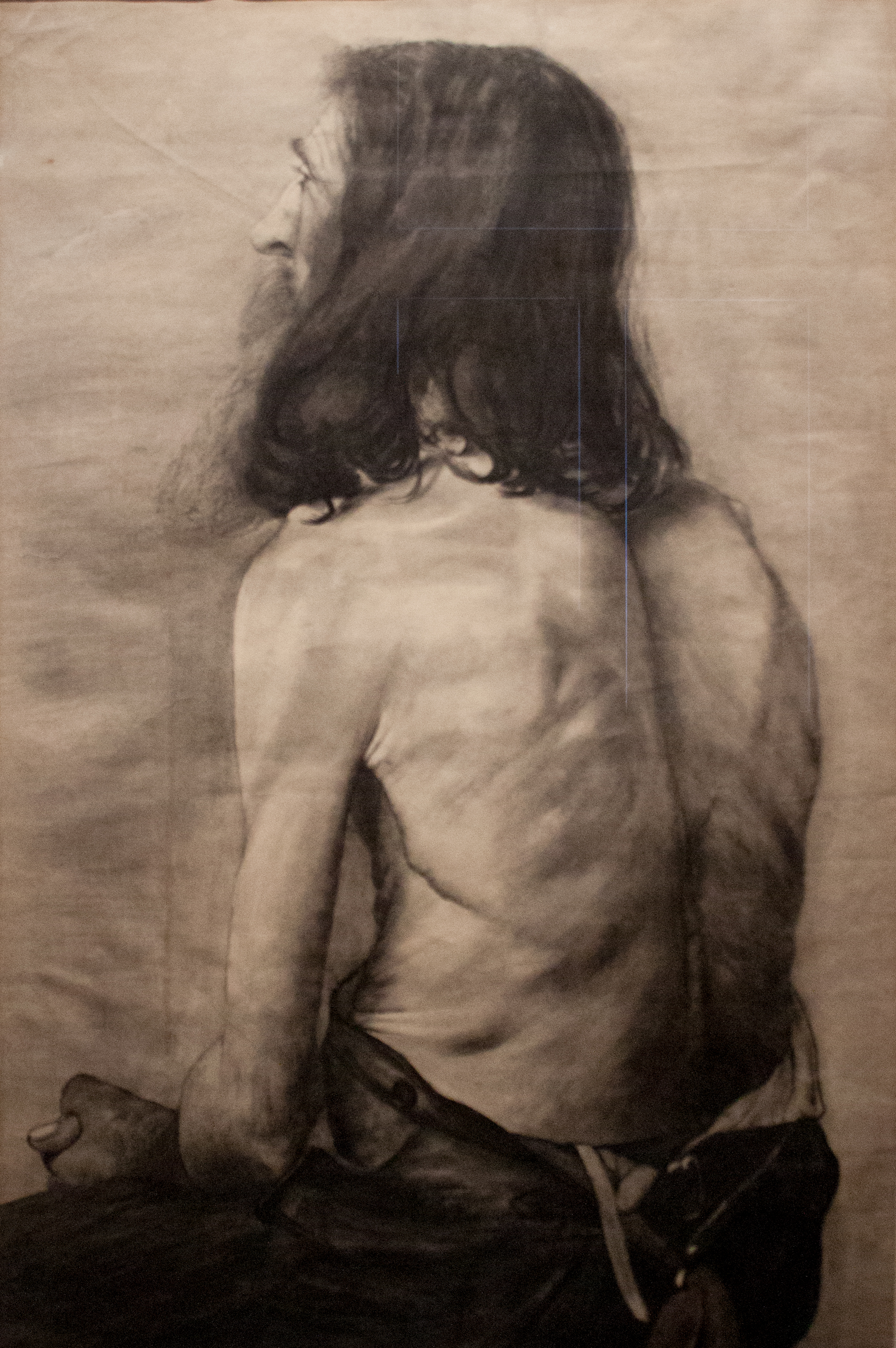
Szakállas férfi (tanulmány, 1894)

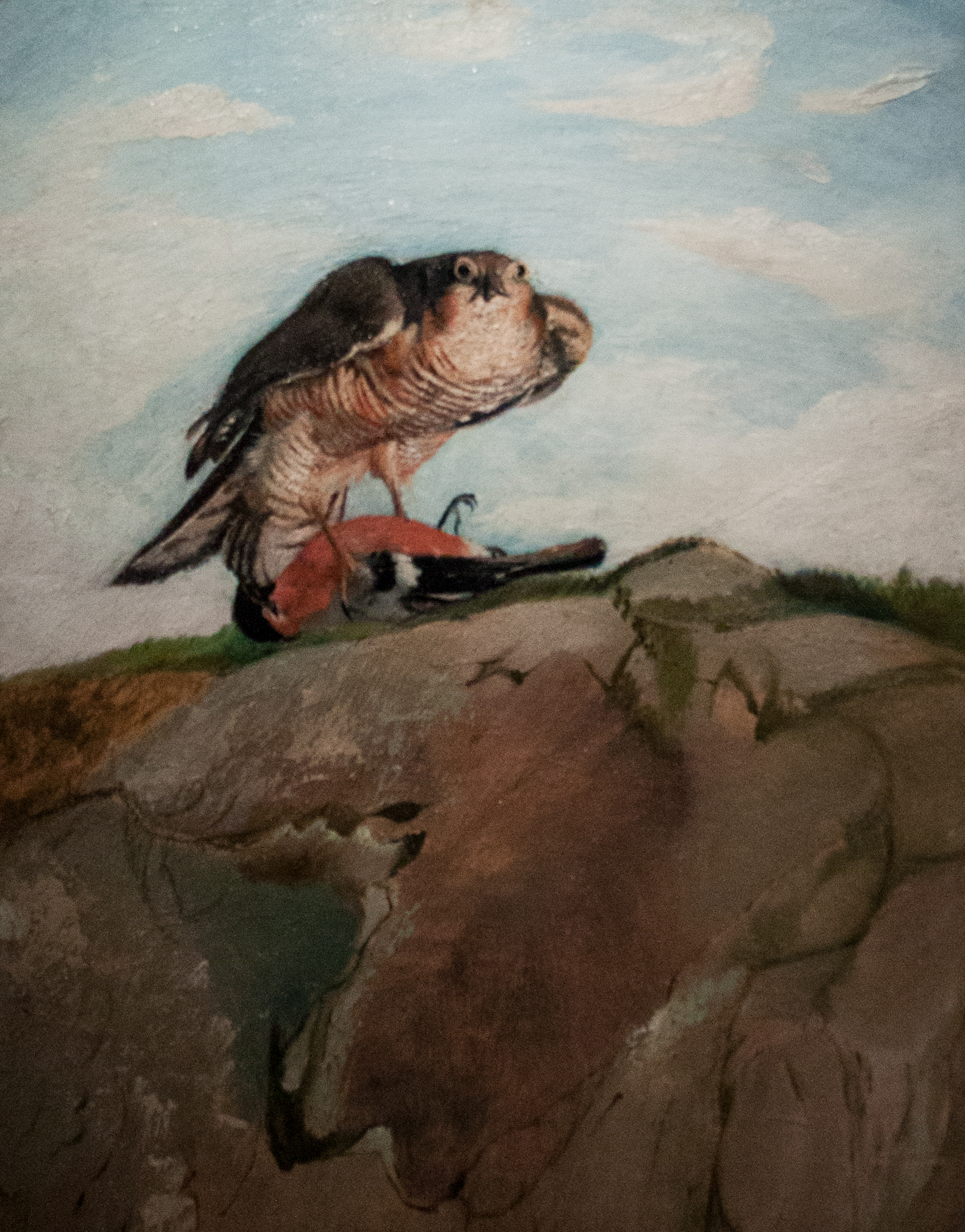
Süvöltőt leterítő karvaly

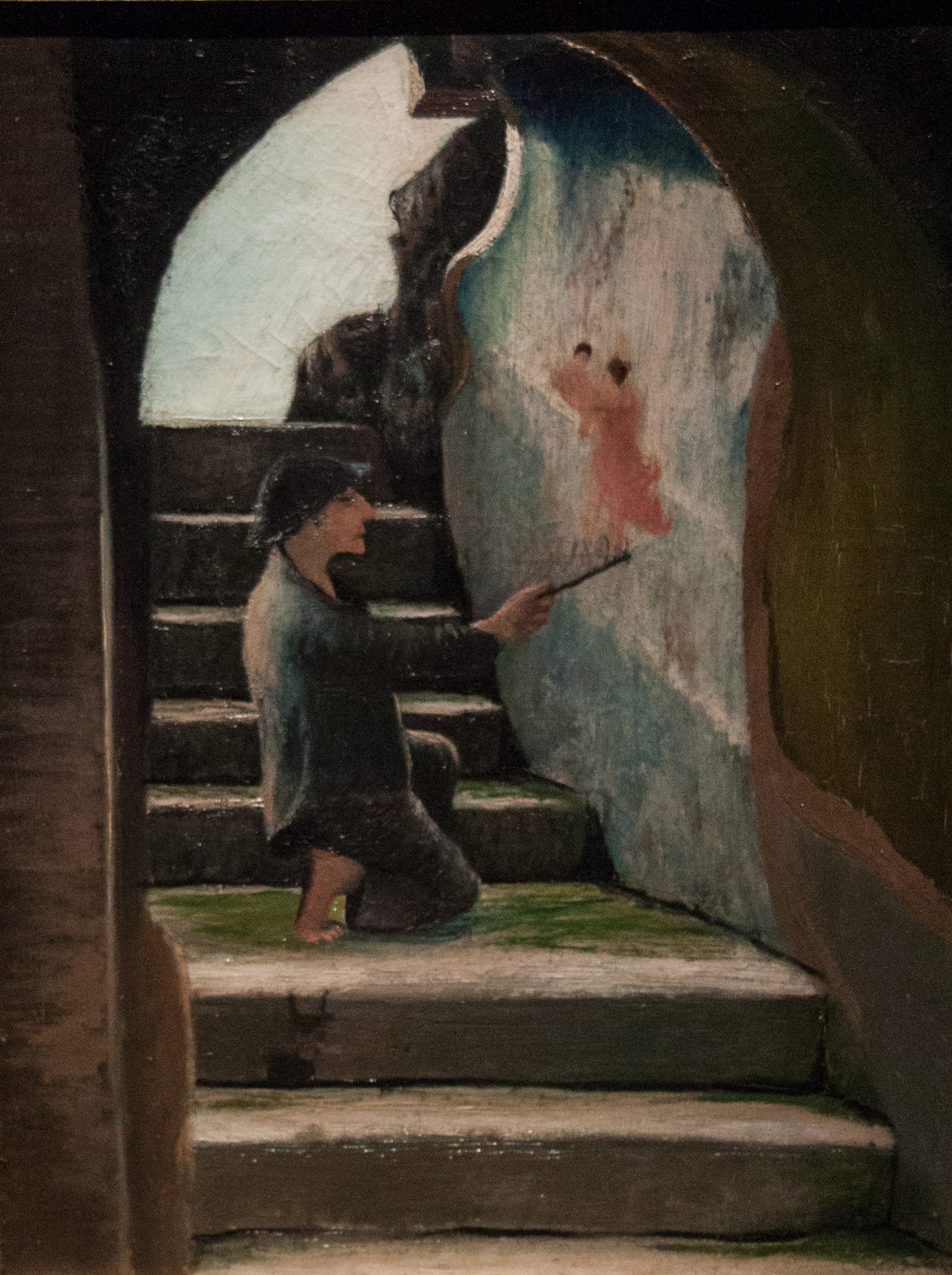
Az ifjú festő

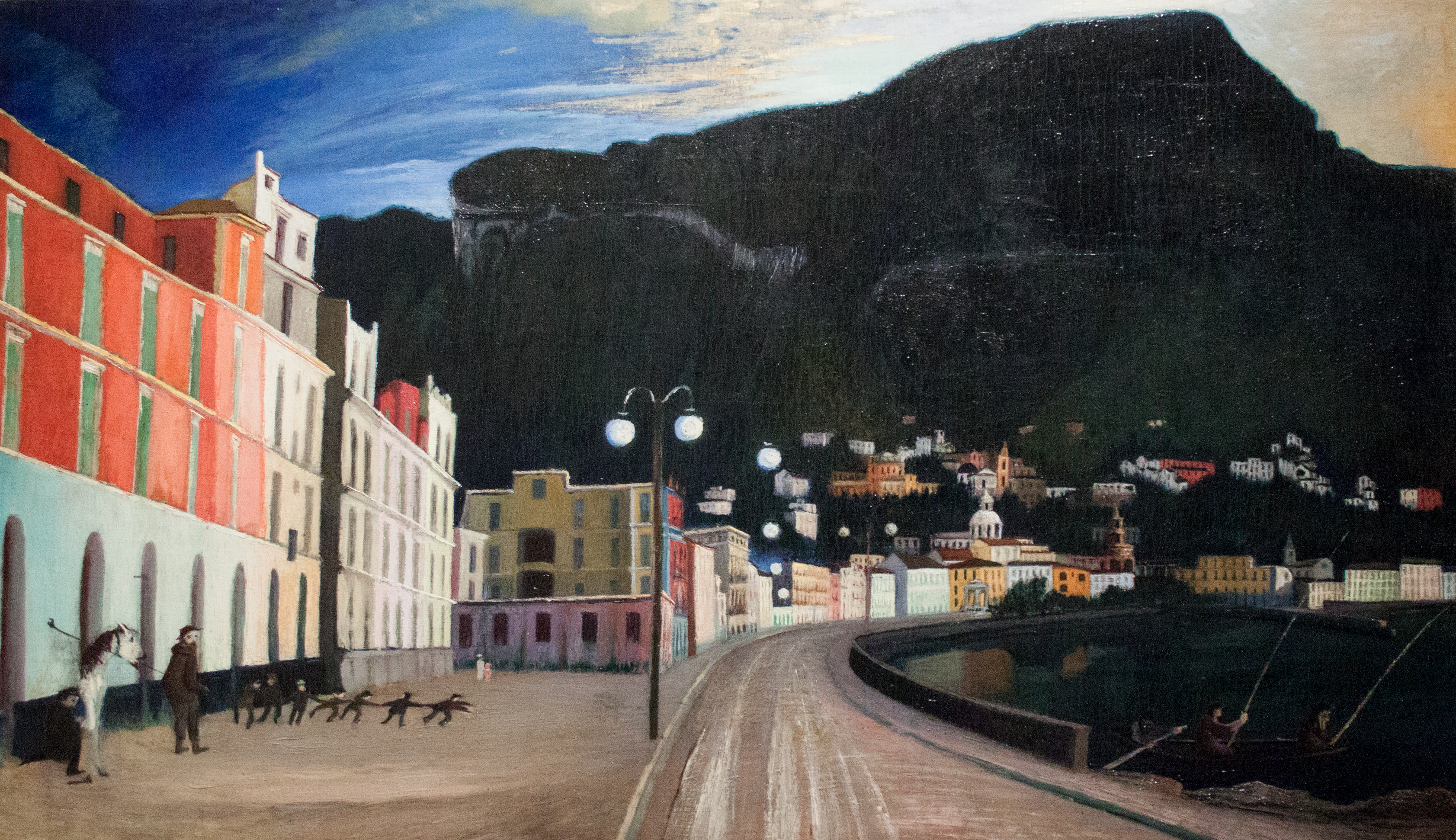
Esti halászat Castellamaréban

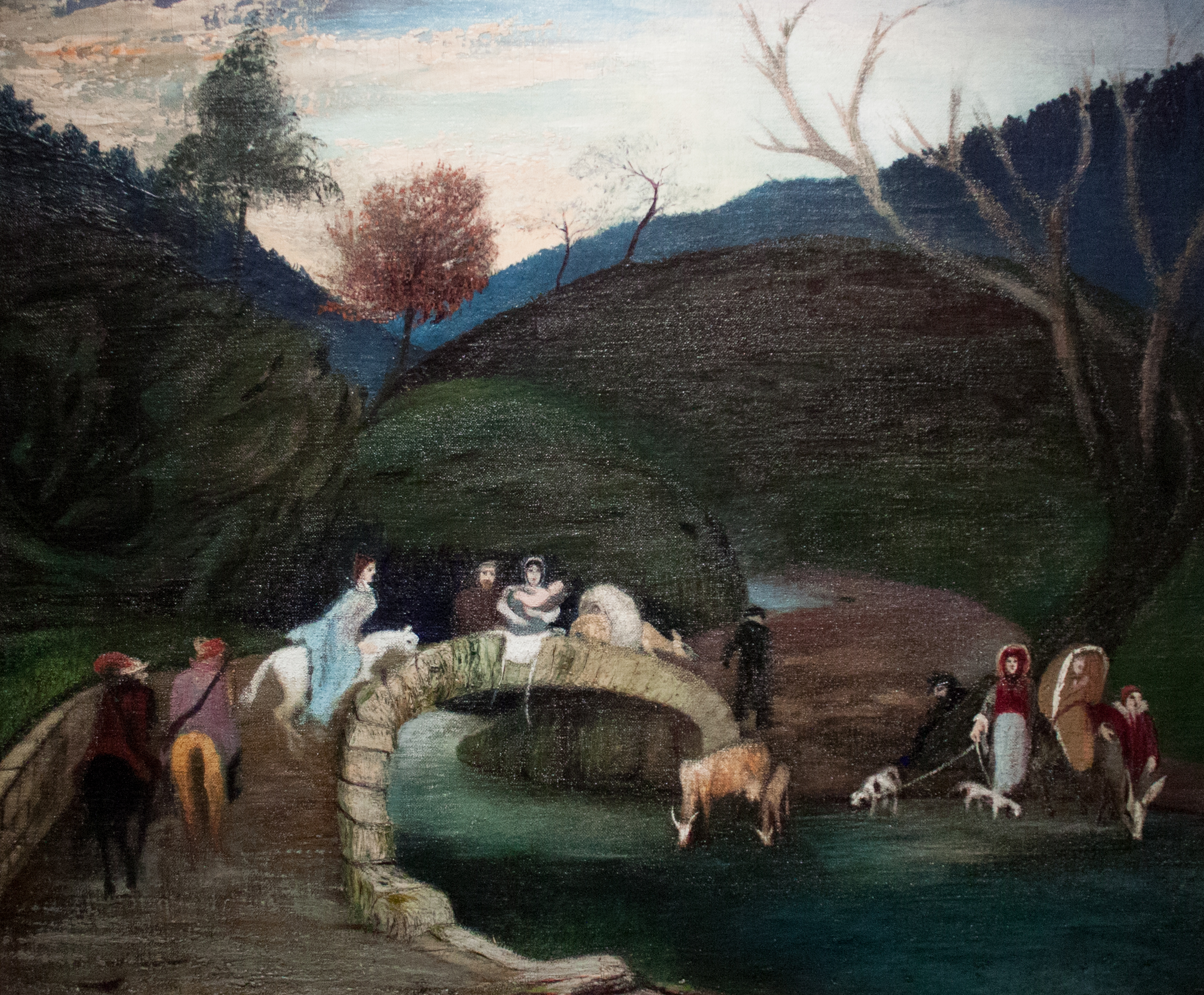
Hídon átvonuló társaság

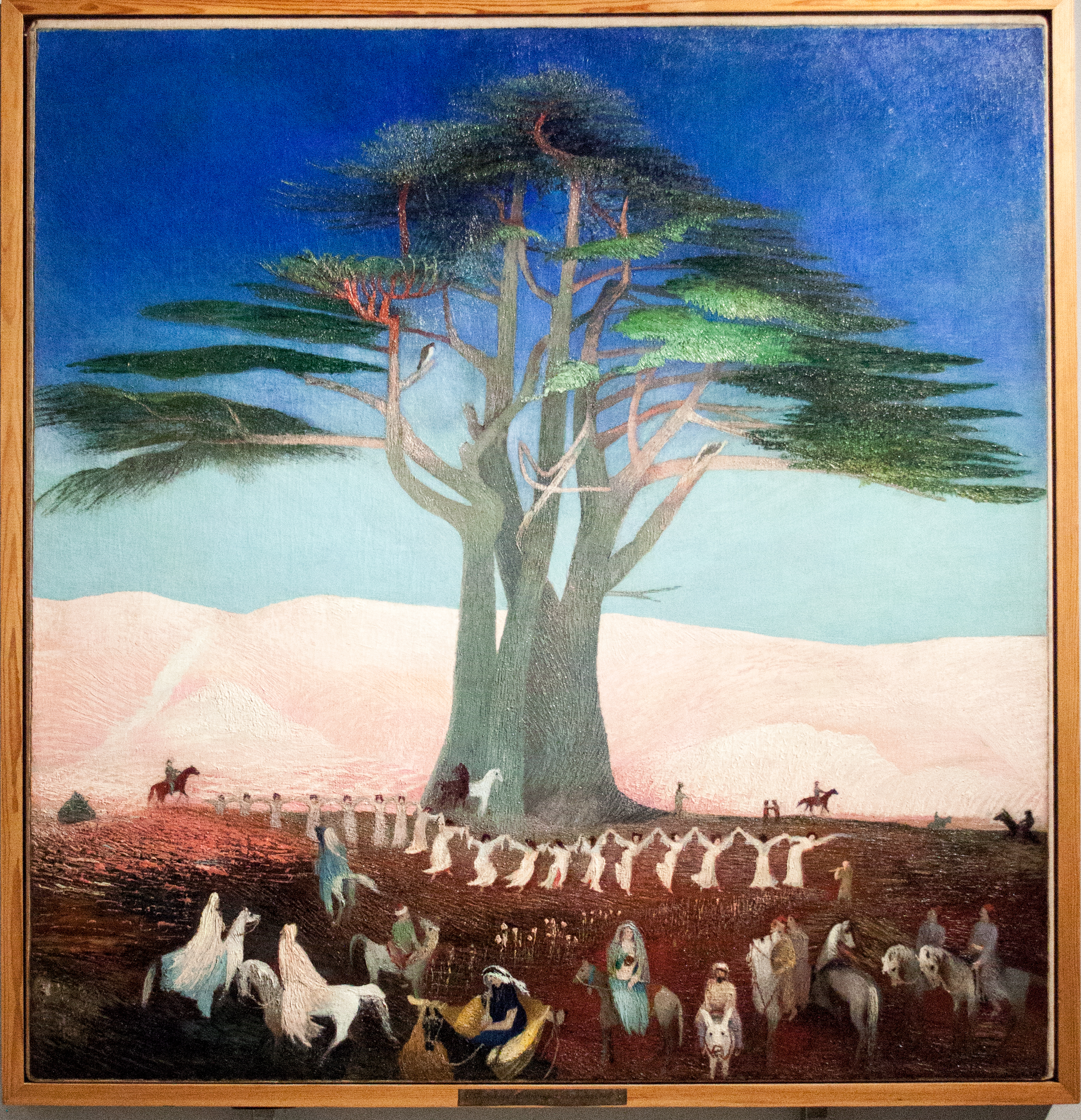
Zarándoklás a cédrusokhoz Libanonban, olaj, vászon, 200 x 205 cm, Magyar Nemzeti Galéria, Budapest

## Írásai

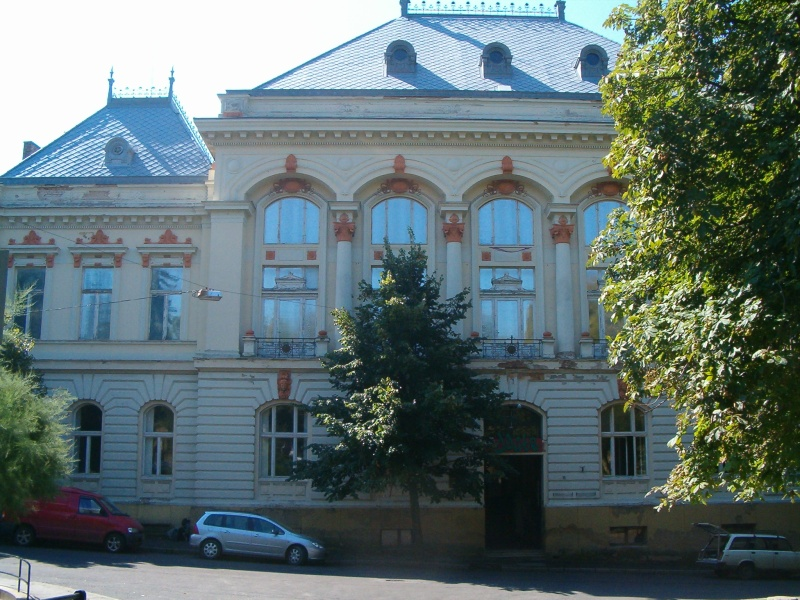
Csontváry Múzeum, Pécs

Életéről és gondolatairól irodalmi igényességgel (s néhol rendkívüli tömörséggel és világossággal, máshol homályossággal) megírt, furcsa, önéletrajzi írásaiból értesülhetünk, amelyek egy része 1982-ben a Magvető Kiadónál is megjelent. Ezekről Rockenbauer Pál így írt:
De hiszen a legendákat nem azért szeretjük, mert igazak, hanem mert – szépek. Csontváry különös, senkiéhez sem hasonlító írásai (mint ahogy festményei sem hasonlítanak senkiére, és őrá sem hasonlít senki) a magyar próza legszebb darabjai közé tartoznak – szerintem – de egy-két művészettörténészen kívül nem ismeri őket senki.
Írott munkái egy sajátos vallásos ill. filozófiai gondolatrendszer megalkotásáról árulkodnak, mely igen egyéni; s amelyekben Csontváry mentális állapotának romlása miatt az idő haladtával egyre kevésbé választható el zsenialitás és az őrület; azonban tükröződnek bennük a kor új tudományos eredményei és a korabeli metafizikai és vallási áramlatok. Hasonló rendszereket, melyben fontos szerepe van az egyistenhitnek), ugyanakkor panteisztikus módon (Nap- és tűz-tisztelet) az Ószövetség teljes elutasításával; a kor új és "szenzációs" tudományos fogalmainak (energia, idegélettan) más korabeli művészek is alkottak, mint például Komjáthy Jenő költő. Valószínűleg mindkettejükre komoly hatást gyakorolt a neognosztikus anarchista filozófus, Schmitt Jenő Henrik.
Csontváry fontosabb írásai, röpiratai:
- Energia és művészet. A kultúrember tévedése. Budapest, 1912
- A lángész. Ki lehet és ki nem lehet zseni. Budapest, 1913
- Önéletrajz
- A Pozitívum
- A Tekintély

## Utóélete

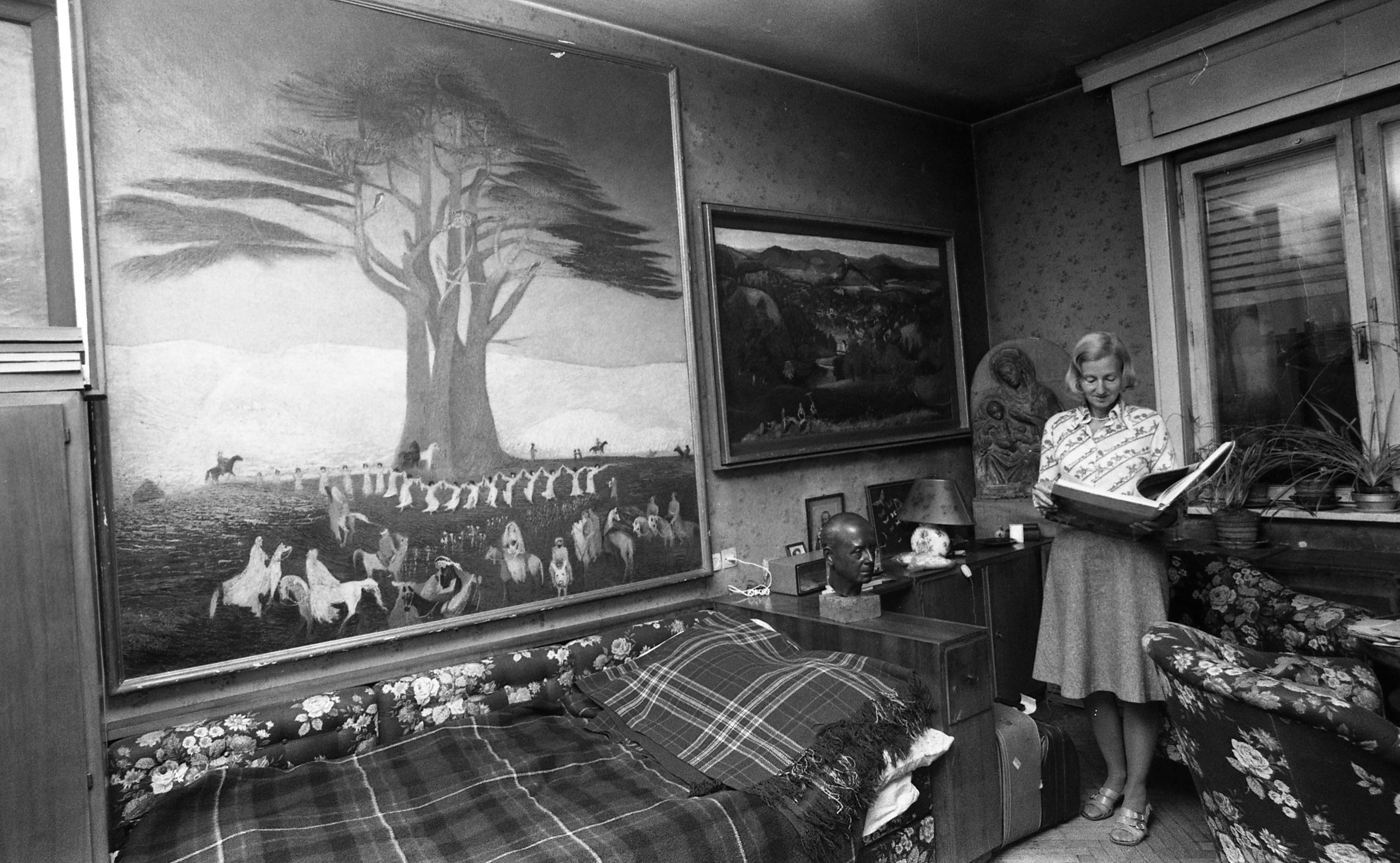
A budapesti Galamb utca 3., Gerlóczy Gedeon építész egykori lakásában Csontváry Kosztka Tivadar festményei (1975)

Magyarországon csekély elismerésben, inkább értetlenségben vagy gúnyban volt része – noha európai kritikusok az általa kiállított képek értékes voltát már életében fel- és elismerték – az értetlenséghez valószínűleg különc, excentrikus egyénisége és életvitele is hozzájárult. (Például írásai szerint köznevetség tárgya volt amiatt, hogy étrendjét késői éveiben elsősorban gyümölcsök és zöldségek képezték, és tartózkodott a szesztől és egyéb mesterséges szerektől – holott manapság az „egészséges életvitel és étkezés” igencsak központi és nagymértékben reklámozott fogalmak). Ezen kívül meggyőződéses pacifista volt.
Képei az utókor számára minden bizonnyal elvesztek volna, mert örökösei a rendkívül jó minőségű belga vásznakat anyagárban kocsiponyvaként szándékoztak elárverezni fuvarosoknak. A képek megmentője Gerlóczy Gedeon fiatal építész volt, aki az utolsó pillanatban, 1919 őszén felvásárolta őket. Véletlenül talált rájuk amikor műtermet keresett, és a Fehérvári út 34‐36. (ma Bartók Béla út 36‐38.) szám alatt véletlenül – szó szerint – belebotlott az összetekert festményekbe. Kosztka Anna, a festő nővére is épp ott volt, így az árverés előtt egy héttel nemcsak a képeket mentette meg, de az elégetésre szánt hatalmas mennyiségű írásos anyagokat, jegyzeteket is. Ezek, és a Gácsi patikájának padlásán tárolt további képek képezték a Pécsi múzeum alapját.
Az 1930-as gyűjteményes kiállításán fedezték fel igazán jelentőségét. Magyarországon a Szent István Király Múzeumban rendezett 1963-as Csontváry-kiállítás óta lettek igazán széles körben is ismertek festményei.
Németh Lajos 1964-ben jelentette meg az első életéről szóló tudományos igényű művet Csontváry Kosztka Tivadar címmel. Ezt követően 1966-ban Pertorini Rezső Csontváry patográfiája, majd 1970-ben Németh Lajos átdolgozott, bővített második kiadásban megjelenő Csontváry nagymonográfiája is megjelent. 1976-ban adták ki a Csontváry-emlékkönyvet, amely gazdag válogatást tartalmaz Csontváry Kosztka Tivadar írásaiból és a már megjelent Csontváry-irodalomból is.
Sírja az Óbudai temetőben volt, ma a Fiumei úti sírkertben az 1967-ben felállított emlékszobra található:
Epilógus

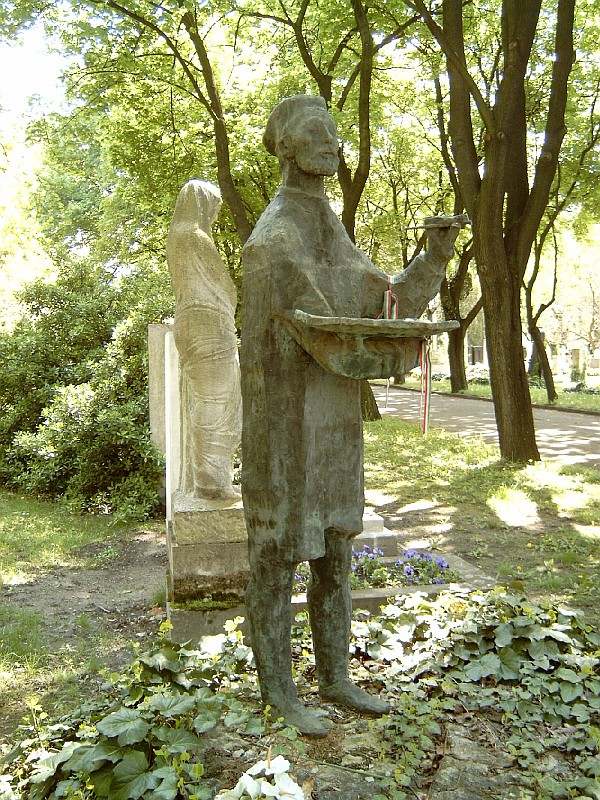
Csontváry Kosztka Tivadar emlékszobra Budapesten. Kerepesi temető: 34/2-1-14, Kerényi Jenő műve

Levelére válaszolva értesítjük, hogy az Óbudai temető vezetőségének jelentése szerint Csontváry Kosztka Tivadar nevű elhunyt temetése 1919. június hó 28.-án, az Óbudai temető 18/4-76-os számú sírba történt. A 18-as parcella harminc éves használati ideje az 1953. évben lejárt, ekkor kiürítésre meg lett hirdetve. Tekintettel arra, hogy Csontváry Kosztka Tivadar sírjának további harminc évre való meghagyása iránt a hozzátartozók részéről intézkedés nem történt a megadott határidőn belül, a Köztemetői Szabályrendelet értelmében a nevezett hamvai is kiexhumálva egy közös sírba lett elhelyezve.
Kelt 1959. március 21.-én

A Fővárosi Temetkezési Intézet Igazgatósága

## Fontosabb dátumok

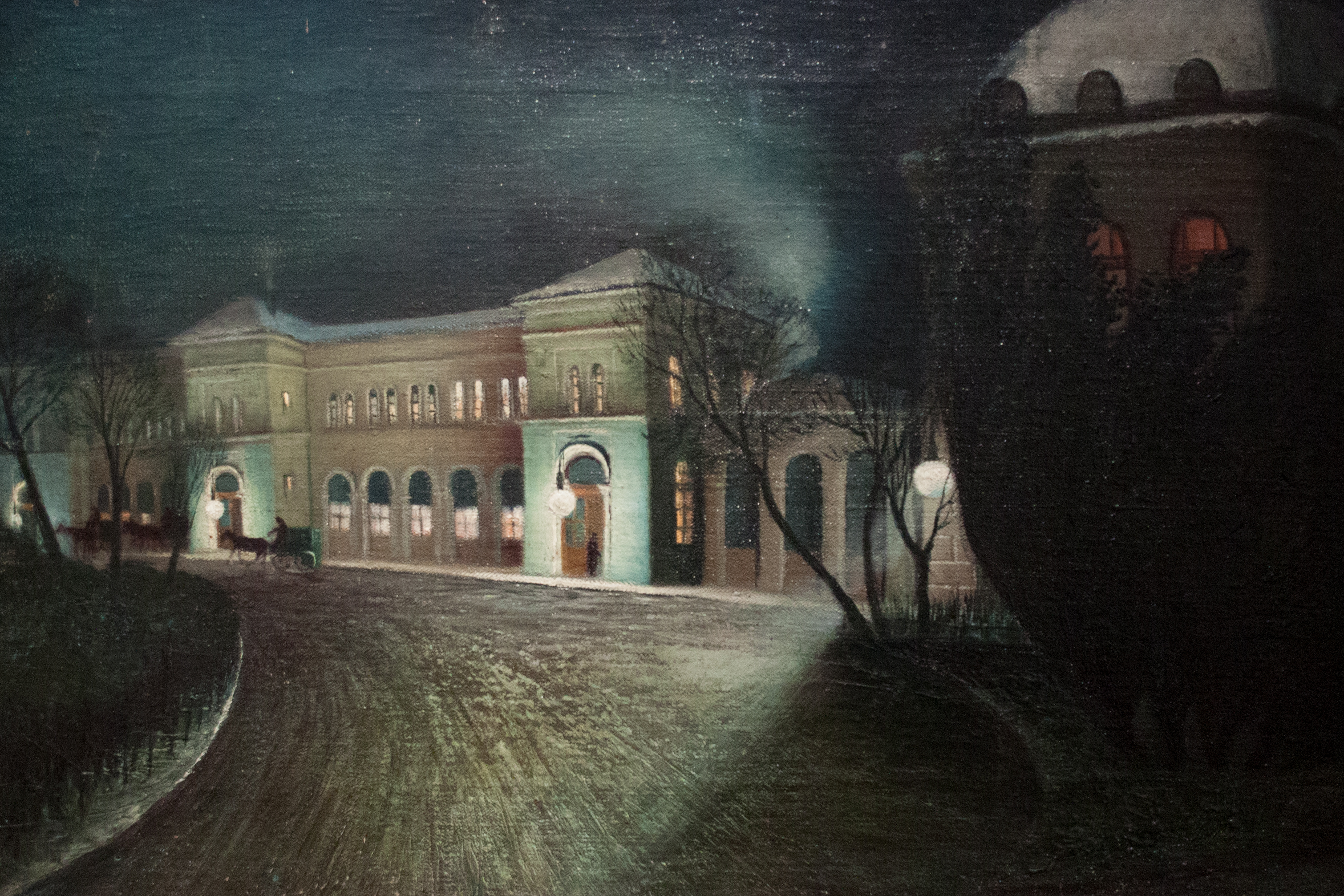
A Keleti pályaudvar éjjel

- Született 1853. július 5-én Kisszebenben. Gyógyszerésztanonc, majd -gyakornok Iglón.
- 1880. október 13-án misztikus elhívatás-élményt élt át.
- 1881-ben római tanulmányútra ment, hogy megismerje feladatát.
- 1884-től Gácson gyógyszerész – ezzel teremtette meg anyagi függetlenségét.
- 1894-től tanult Hollósy Simon festőiskolai füzeteiből, majd Münchenben, Karlsruhéban, Párizsban.
- A századforduló körüli években Itáliában és Dalmáciában festett napútképeket.
- 1904-ben Kairóban is meglátta a keresett „napútszíneket”.
- 1905 – kiállítása Budapesten.
- 1907 – kiállítása Párizsban, megfestette a Zarándoklás a cédrusokhoz Libanonban c. képet.
- 1908 – elkészült a Mária kútja.
- 1909 – elkészült a valószínűleg utolsó befejezett műve, a Sétalovaglás a tengerparton.
- 1913 – elkészült A lángész. Ki lehet és ki nem lehet zseni c. tanulmánya.
- 1914-től készítette a Magyarok bejövetele c. művét (csataképvázlatok)
- 1919. június 20-án két héttel 66. születésnapja előtt érgyulladásban meghalt.
- 1949-ben képeit kiállítják a kortárs magyar festészet kiállításán a párizsi Musée National d’Art Moderne-ben.
- 1958-as brüsszeli világkiállításon művei nagy sikert aratnak.
- 1963 – kiállítás Belgrádban.
- 1963-ban Székesfehérvárott és Budapesten rendeztek kiállítást a műveiből a Magyar Nemzeti Galériában.
- 2011 – hamis Csontváry-festmények kiállítása Pécsen.
- 2015 – átfogó életmű-kiállítás a budai várban, a volt Honvéd Főparancsnokság épületében.

## Csontváry a filmművészetben és az irodalomban

### Filmek
Csontváry
Magyar filmdráma, 112 perc, 1980
Rendező: Huszárik Zoltán
Csontváry – Ichak Finci
A rendező eredetileg Latinovits Zoltánnak szánta a címszerepet (neki is ajánlja a film elején), de a színészkirály halála miatt Ichak Finci, bolgár színész játszotta. Tulajdonképp történet a történetben, miszerint egy színész készül eljátszani Csontváry szerepét, és a felkészülés alatti gyötrődéseit, magánéleti problémáit látjuk, miközben megelevenedik a festő sorsa is. A mű ősbemutatója a pécsi játékfilmszemlén hatalmas bukás lett, talán csak a főszereplő kapott pozitív kritikát.

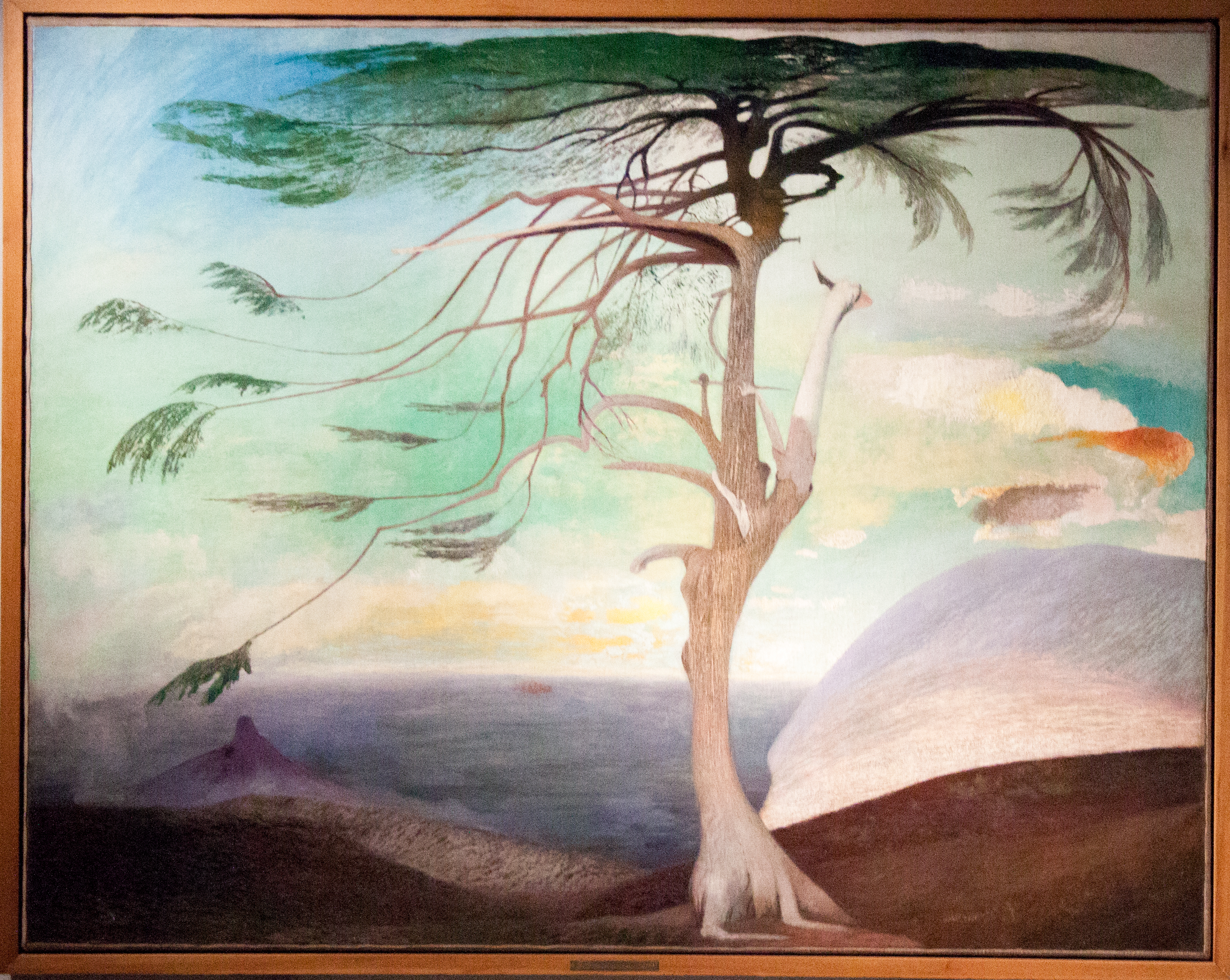
Magányos cédrus

CSONTVÁRY – Jelenések egy festő életéből
Színes magyar tévéjáték, 91 perc, 1975
Rendező: Várkonyi Gábor
Csontváry – Őze Lajos
A festő életéből vett öt epizód, Kovásznai György feldolgozásában, melyek a film feliratai alapján számos helyen nélkülözik a történelmi hitelességet. A sok helyütt úgynevezett „bluebox” technikával készült film tipikus darabja a korszak tévéfilmjeinek.
Az epizódok az alábbiak:
A TRÉFA – Csontváryt távollétében kávéházi barátai többféle módon értékelik, majd amikor megérkezik, egyikük egy rosszízű ál-telefonhívással kigúnyolja. Látva a művész átlényegülését megrendülve árulja el a titkot.
AZ ÁTOK – Csontváry az utcán rongyos ruhában saját kiállítására toborozza a járókelőket, akik vagy megijednek tőle, vagy értetlenkedve tekintenek a furcsa, mindenen filozofáló emberre. Egy úr kötélnek áll és látva a képeket, felháborodva távozik. Végül egy csoport gyermek jut be a terembe, ők pedig kinevetik az elcsigázott embert, s ekkor Csontváry megátkozza a romlásnak indult emberi társadalmat. Az utolsó jelenetben a festő stráfkocsin viszi el képeit az őt meg nem értő emberek városából.
A MONOLÓG – 1919-ben, a proletárdiktatúra napjaiban egy ideges népbiztoshelyettes irodájában látjuk viszont a nagybeteg festőt, aki a jelenet alatt egy szót sem szól. Félholtan hallgatja a kommunista funkcionárius szónoklatát, amiben sok idézet is elhangzik Csontváry korábbi írásaiból. Végül összeesik, és elszállítják.
A VÍZIÓ – egy kórházban színpadias táncok és élő gúlák kíséretében meghal a művész, majd életének meghatározó figurái közt életrajzából idéz részleteket. Az utolsó jelenetekben írásaiból vett idézetekkel és különféle víziókkal kel életre a betegsége.
AZ ÁRVERÉS – A felidézett jelenetben képei, egy fiatal építész jóvoltából, végül nem lesznek kufárok prédáivá, hanem megmenekülnek az utókor számára.
Csontváry – avagy a világhódító hun
Magyar tévéjáték, 75 perc
Rendező: Valló Péter
Csontváry – Szakácsi Sándor
A Kiss Irén művéből készült dráma 1919 tavaszán játszódik. Csontváry semmit sem érzékel a történelem viharaiból, teljesen lefoglalja a saját emberi és művészi tragédiája, az őt látogató kísértetekkel való viaskodás. A hideg, koszos, rendetlen padlásszobában önmagával és a hatalom jelképével, felesége falon lévő képével küzd. Zseni-menhely létrehozásáról álmodozik és a Hunok bejövetele című festmény tervein dolgozik. Nővére híreket hoz, de a festőt nem érdekli a kinti világ, s amikor újra egyedül marad, összetöri felesége képét.
Csontvárynak azonban nem is volt felesége, és a külvilág, a társadalmi viszonyok erőteljesen foglalkoztatták. Ezt a filmet tehát nem a történelmi hűség, hanem – Huszárik filmjéhez hasonlatosan – a főszereplő alakítása teszi érdekessé.
Lenz
Magyar filmdráma, 96 perc, 1986
Rendező: Szirtes András
Csontváry – Encián Milán
A film Jakob Michael Reinhold Lenz német költő és drámaíró életrajza alapján, Georg Büchner novellájának felhasználásával készült. Csontváry-festmények világára emlékeztető kísérleti film, mely a 20. századi Lenz figuráját teremti meg. Georg Büchner Lenz-novellája adta az alapot a probléma feldolgozásához, amely valójában arról szól, hogy mit jelent a szkizofrénia a 20. század vége felé.
Szabadságharc Szebenben
Magyar tévéjáték, 56 perc, 2007
Rendező: Pozsgai Zsolt
Csontváry – Mendler András
A film cselekménye 1864. május végén, szabadságharc után 15 évvel, a felvidéki Kisszebenben játszódik, a gyermek Csontváry Kosztka Tivadarnak és szüleinek városában. A szabadságharcos nagypapa váratlan megjelenése zsarolhatóvá teszi a családfőt, annak felesége – kényszerből – a polgármester szeretőjévé válik, hogy a családi titok továbbra is az maradjon. A széteső családot az elszántan festővé válni akaró unoka menti meg, aki szembeszáll a polgármesterrel, ami szüleit is egy igazabb élet felé tereli. Végül Tivadar megszökik, és elindul a nagyváros felé, hogy festő lehessen belőle.
Valójában Csontváry 27 éves koráig nem is gondolt a festészetre, és a Kosztka család inkább császárhű volt, mint szabadságharcos. Vagyis ennél a filmnél sem a tények a fontosak, hanem a fantázia.
A magányos cédrus
Színes magyar dokumentumfilm, 45 perc, 1996
Rendező: Lakatos Iván
A dokumentumfilm bemutatja Csontváry Kosztka Tivadar életét, szinte az összes rajzát, festményét, valamint a művek születésének körülményeit is.
Fotográfiákról megismerhetjük képét, arcképét, édesapja arcképét, korának idevágó eseményeit. Idézetek szerepelnek a korabeli sajtóból.
Csontváry
Színes magyar portréfilm, 24 perc
Rendező: Olasz Ferenc
A festészet egyik legnagyobb mesterét Csontváryt bemutató portréfilm.

### Regények
Nácsa János: A Csontváry-kód, avagy nem esik messze a macska a fájától
Szatirikus-misztikus krimi
Csontváry pécsi kiállítását olyanok is látogatják, akik nem csak a művészetében szeretnének gyönyörködni. Sötét céljaik megvalósítása érdekében nem riadnak vissza a képhamisítástól, az emberrablástól, valamint a gyilkosságtól sem. Ahogy a botcsinálta magánnyomozó egyre jobban belegabalyodik a szövevényes ügybe, úgy válik nyilvánvalóvá számára, hogy nem csupán néhány, vagyont érő festmény tulajdonjoga a tét. Mindezek tetejébe még maga a mester is tiszteletét teszi a helyszínen, segítve saját kódja megfejtését.

### Dráma
Kovásznai György: Csontváry
1975-ben Várkonyi Gábor tévéfilmet készített belőle és 2013-ban a Marosvásárhelyi Nemzeti Színház Tompa Miklós Társulata állította színpadra.

## Emlékezete

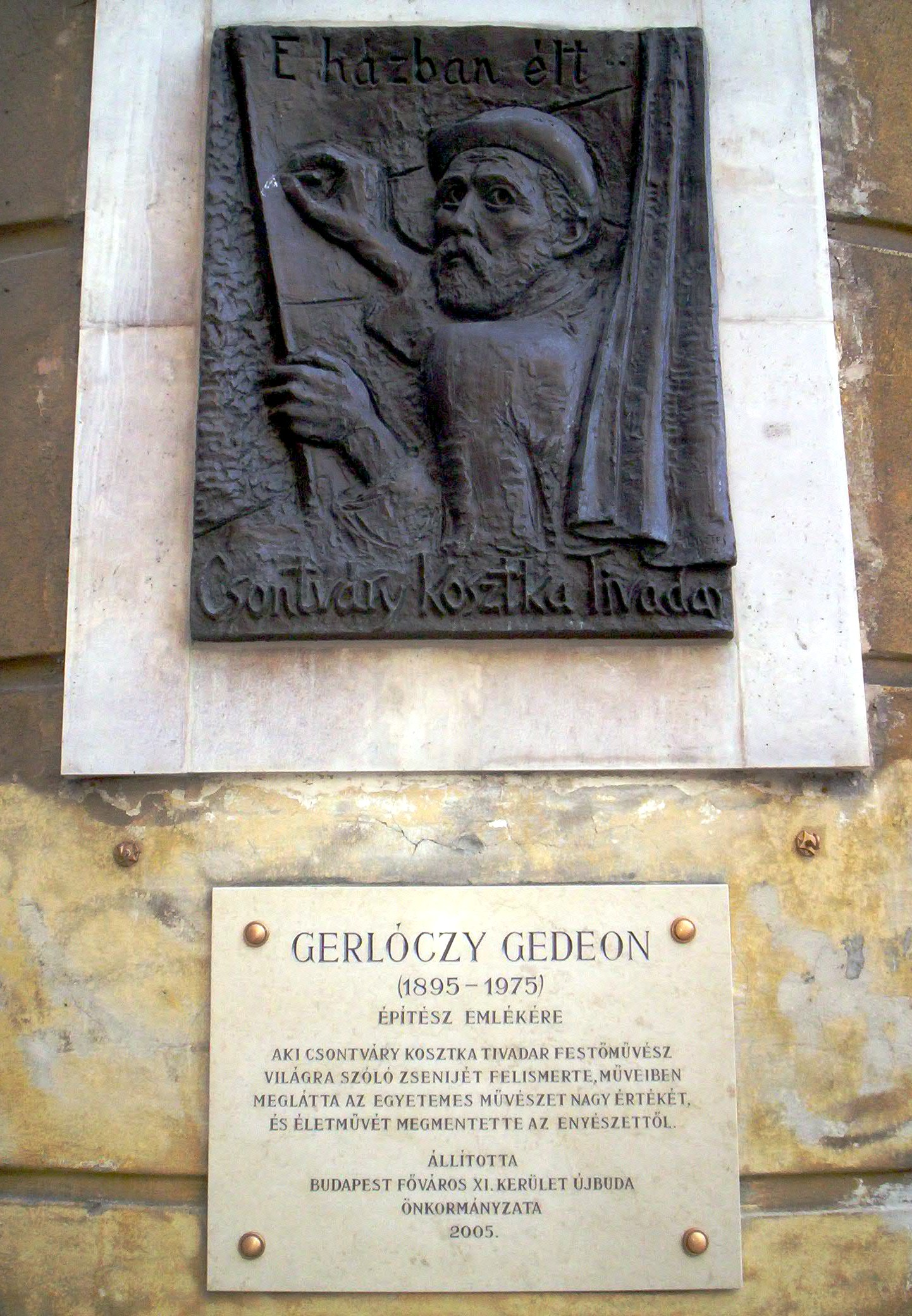
Csontváry Kosztka Tivadar és Gerlóczy Gedeon emléktáblája Budán,
XI. kerület, Bartók Béla út 36-38.

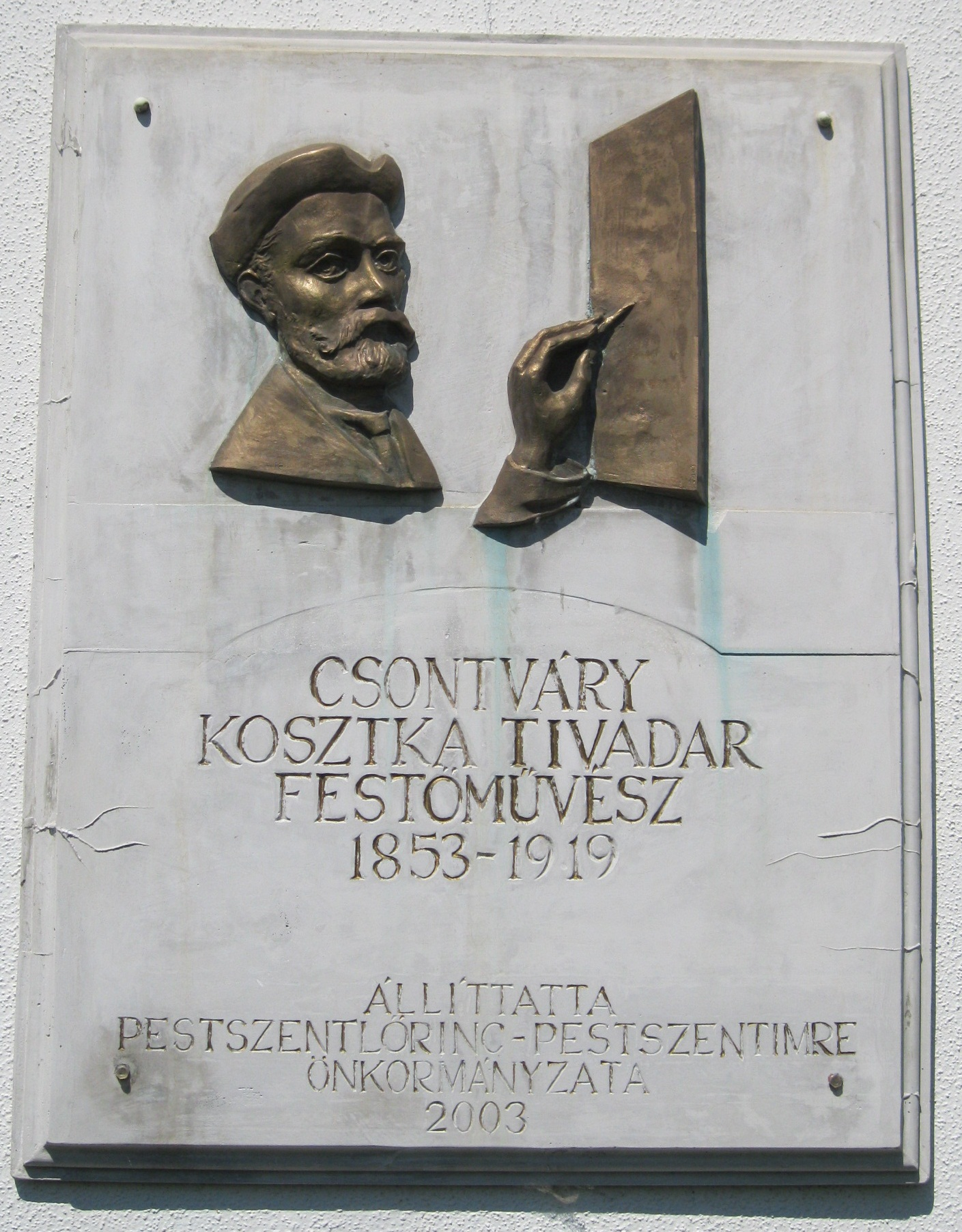
Budapest XVIII. kerületében a Kondor Béla sétány 10. szám alatti emléktábla

Munkásságának bemutatására 1973-ban Pécs belvárosában Gerlóczy Gedeon gyűjteményéből alapították meg a Csontváry Múzeumot. A múzeummal szemben 1979-ben állították fel Kerényi Jenő szobrászművész alkotását, amely másolata a budapesti Kerepesi temetőben, 1953-ban elhelyezett Csontváry szobornak. Budapesten a XVIII. kerületben és Pécsen utcát neveztek el róla.
Emléke előtt tisztelegve 1967-ben postabélyeget adott ki a Magyar Posta, a festmények sorozat részeként jelent meg bélyegen is a híres önarcképe. 1973-ban a festményeiről Csontváry bélyegsort adtak ki. 1977-ben a festők érmesor részeként 25000 darab Csontváry Kosztka Tivadar 200 forintos érmét bocsátottak ki. A Magyar Pénzverő Zrt. a festő sorozat tagjaként Csontváry érmét bocsátott ki.
1976-ban avatták fel Csontváry Kosztka Tivadar és Gerlóczy Gedeon emléktábláját Budán a XI. kerület, Bartók Béla út 36-38. szám alatt. 2003-ban Budapest XVIII. kerületében a Kondor Béla sétány 10. szám alatt Kocsis Előd készítette emléktáblát avattak fel tiszteletére. 2007-ben emléktáblát avattak Libanonban a libanoni cédrusoknál abból az alkalomból, hogy 100 évvel azelőtt járt ott a festő ahol három világhírűvé vált képet festett, közülük kettőt a cédrusokról. 2018-ban Szentesen az egykori Megváltó patika falán (ahol 1883-ban dolgozott) emléktáblát avattak.
2015-ben több éves előkészítés után nagyszabású életmű-kiállítást rendeztek a budai várban Csontvárynak az ország múzeumaiból és magángyűjtőktől kölcsönzött alkotásaiból A magányos cédrus – Csontváry géniusza címmel. A fél évre tervezett kiállítás nagy sikert aratott, ezért egy hónappal meg is hosszabbították és így összesen mintegy 100 000 látogatója volt.
2016-ban Csontváry-képek Erdélyben címmel a Csíki Székely Múzeumban rendeztek kiállítást, ahol a festő 47 alkotását és az első festményét ihlető Munkácsy Mihály-művet mutatták be.
2019-ben, Csontváry halálának centenáriumi évfordulóján tudományos emléknapot tartottak a festő tiszteletére.
2023-ban születésének 170 éves évfordulóját közös kiállítással ünnepelte a Szépművészeti Múzeum/Magyar Nemzeti Galéria és a pécsi Janus Pannonius Múzeum.

## Kötetei
- Csontváry-emlékkönyv – Válogatás Csontváry Kosztka Tivadar írásaiból és a Csontváry-irodalomból, válogatta és emlékezéseivel kiegészítette: Gerlóczy Gedeon, szerkesztette, a bevezetőt és a jegyzeteket írta: Németh Lajos, Corvina, Budapest, 1976, (Művészet és elmélet)
  - 3. bővített, átdolgozott kiadás: 1984
- Önéletrajz, az előszót és a jegyzeteket írta: Szigethy Gábor, Magvető, Budapest, 1982, (Gondolkodó magyarok)[70]
- Csontváry-dokumentumok, 1-2., Új Művészet, Budapest, 1995, (Új Művészet. Tanulmányok)
  - 1. Csontváry-írások Gegesi Kiss Pál hagyatékából, szerkesztette, a bevezetőt a jegyzeteket és a tanulmányt írta: Mezei Ottó
  - 2. A Gerlóczy-féle Csontváry-kézirat Romváry Ferenc olvasatában
- Önéletrajz, szerkesztette, az előszót és a jegyzeteket írta: Szigethy Gábor, Holnap kiadó, Budapest, 1999, (2. javított kiadás)
- Önéletrajz és más írások, Főnix Könyvműhely, Debrecen, 2008, (Főnix téka)
- Válogatás Csontváry levelezéséből és írásaiból, Fapadoskonyv.hu, Budapest, 2011